# هوندا ایرکرفت
هوندا ایرکرفت (به انگلیسی: Honda Aircraft) شرکت هوافضای ژاپنی مستقر در ایالات متحده آمریکا است، که به‌عنوان شرکت تابعه هوندا در زمینه طراحی و ساخت هواگرد، قطعات هواگرد و جت‌های تجاری فعالیت می‌نماید.
شرکت هوندا ایرکرفت در سال ۲۰۰۶ راه‌اندازی شد. دفتر مرکزی این شرکت در شهر گرینزبورو، کارولینای شمالی، ایالات متحده آمریکا قرار دارد و کارخانه و واحد تولیدی اصلی آن نیز در فرودگاه بین‌المللی پیدمونت تراید مستقر می‌باشد.